# Grevskabet Holsteinborg
Grevskabet Holsteinborg er oprettet den 1. januar 1708 for Ulrich Adolph von Holstein af hovedgårdene Holsteinborg, Snedinge og Fuirendal. Ulrich blev født d. 14. april i 1664 på Futterkamp, de danske Reventlowers stamgård ved Wagrien nær ved Lütjenburg i Tyskland. Han var søn af en adelig, meklenborgsk godsejer ved navn Adam Christopher von Holstein, som var dansk oberst. Ulrich døde d. 25. august i 1737 på Holsteinborg som storkansler og lensgreve. Ulrich blev d. 4. september 1700 ophøjet til lensfriherre og baron af Fuirendal, og han blev d. 1. januar 1708 også ophøjet til lensgreve.
Grevskabet ophørte ved lensafløsningen med virkning fra 1921.